# الفرد جونز (ورزشکار)
آلفرد جونز (انگلیسی: Alfred Jones؛ زادهٔ ۱ اکتبر ۱۹۴۶) بوکسور اهل ایالات متحده آمریکا است.